# Haukivesi
Haukivesi è un lago della Finlandia situato nella regione del Savo Meridionale nella ex provincia della Finlandia Orientale nel sud dello Stato.
Il lago, con una superficie di circa 560 km², è l'ottavo lago della Finlandia per ordine di grandezza.